# Burg Bahrdorf

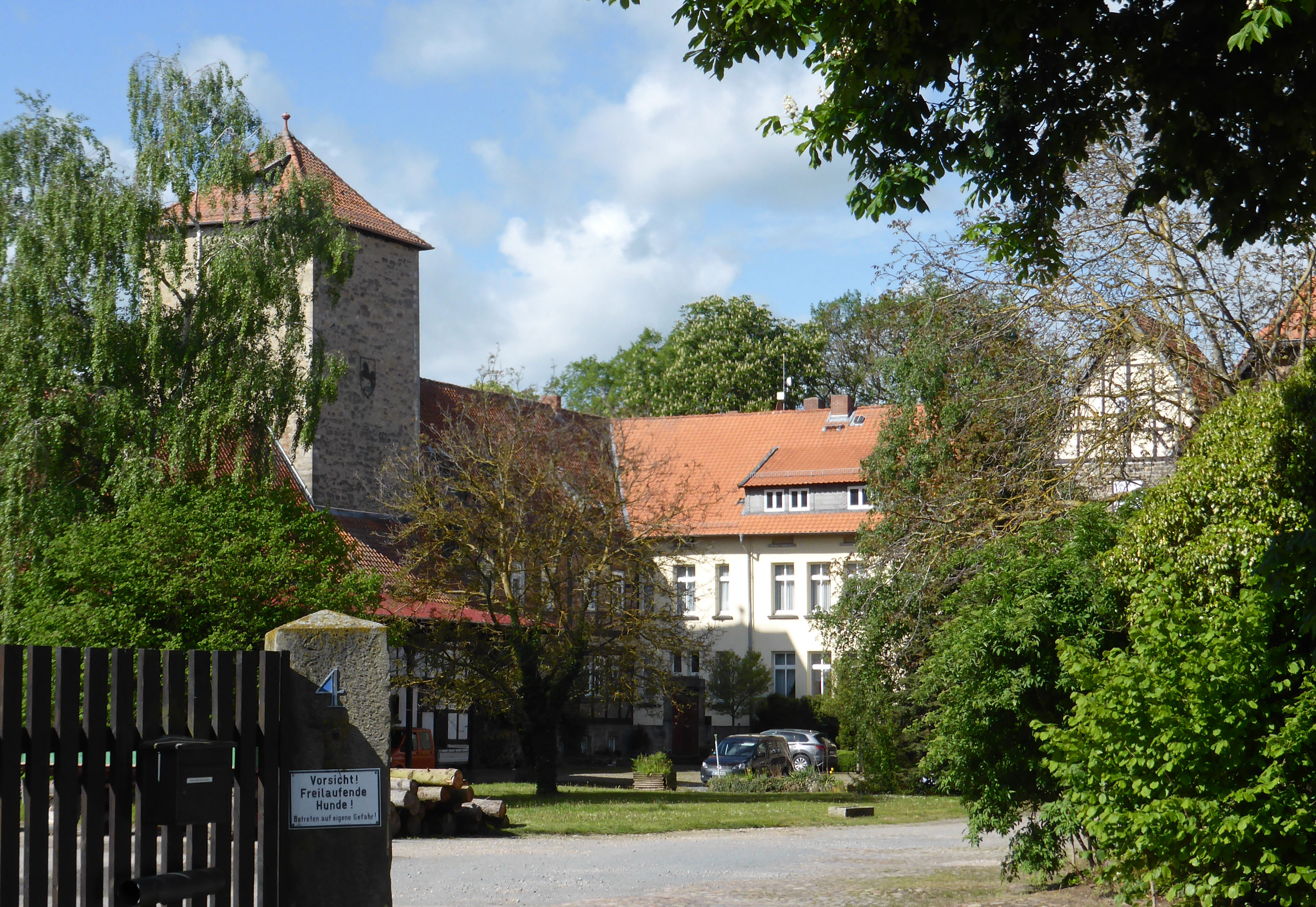
Die heutige Domäne, links der mittelalterliche Bergfried

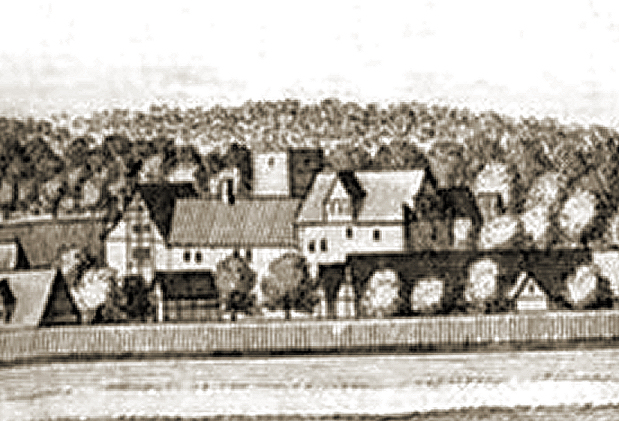
Merian-Stich der Burg von 1653

Die Burg Bahrdorf war eine Wasserburg in Bahrdorf im Landkreis Helmstedt in Niedersachsen. Die im 14. Jahrhundert errichtete Burganlage wurde im 19. Jahrhundert zum Teil abgetragen und in eine Domäne umgewandelt.
Die Burg lag auf einer Insel in einem Teich, der vom Gewässer  Lapau gespeist wurde. Der Zugang auf der Ostseite führte über eine Brücke.
Burg Bahrdorf war eine Landesburg des Herzogtums Braunschweig-Lüneburg. Ihre Existenz lässt sich erstmals bei einer Nennung durch Herzog Otto der Milde im Jahr 1328 erschließen. 1340 erwähnte Herzog Otto sie als „castrum“ Bahrdorf. 1347 verlangte das Bistum Magdeburg den Abbruch der Burg, da es seit dem Jahr 973 im Besitz von Bahrdorf sein wollte. Nach längerem Rechtsstreit verblieb die Burg in den Händen der Herzöge von Lüneburg. Nach deren Aussterben kam die Burg 1369 an Herzog Magnus II. von Braunschweig-Wolfenbüttel. Im Lüneburger Erbfolgekrieg wurde die Burg 1371 ausgebaut. Zwischen 1347 und 1588 war sie an die Herren von Marenholtz verpfändet. Nach der dann erfolgten Einlösung des Pfandes diente die Burg von 1613 bis 1619 als Witwensitz. Merian beschrieb sie um 1650 als ein  „ziemlich festes Haus“ und das sie von einem Teich und einem Wassergraben umgeben sei. In der zweiten Hälfte des 19. Jahrhunderts wurde die Burganlage in eine Domäne umgewandelt, wobei Teile der mittelalterlichen Bausubstanz abgetragen wurden. Erhalten blieben der quadratische Bergfried von 1372 mit einer Kantenlänge von 7,4 Meter und ein Gebäude aus der Renaissancezeit, das 1881 im Stil der Neorenaissance umgestaltet wurde. Heute steht die Anlage unter Denkmalschutz und ist ein landwirtschaftlicher Betrieb.

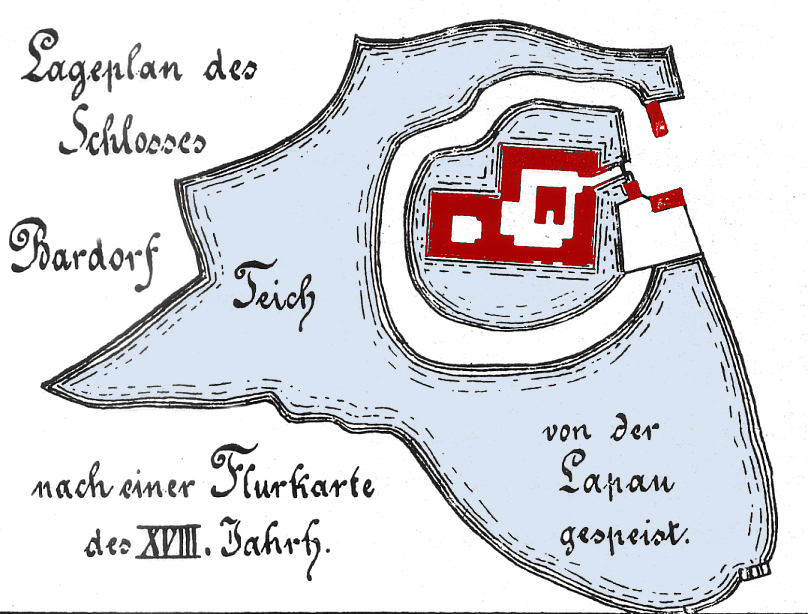
Lageplan von 1756 (nachträglich koloriert)
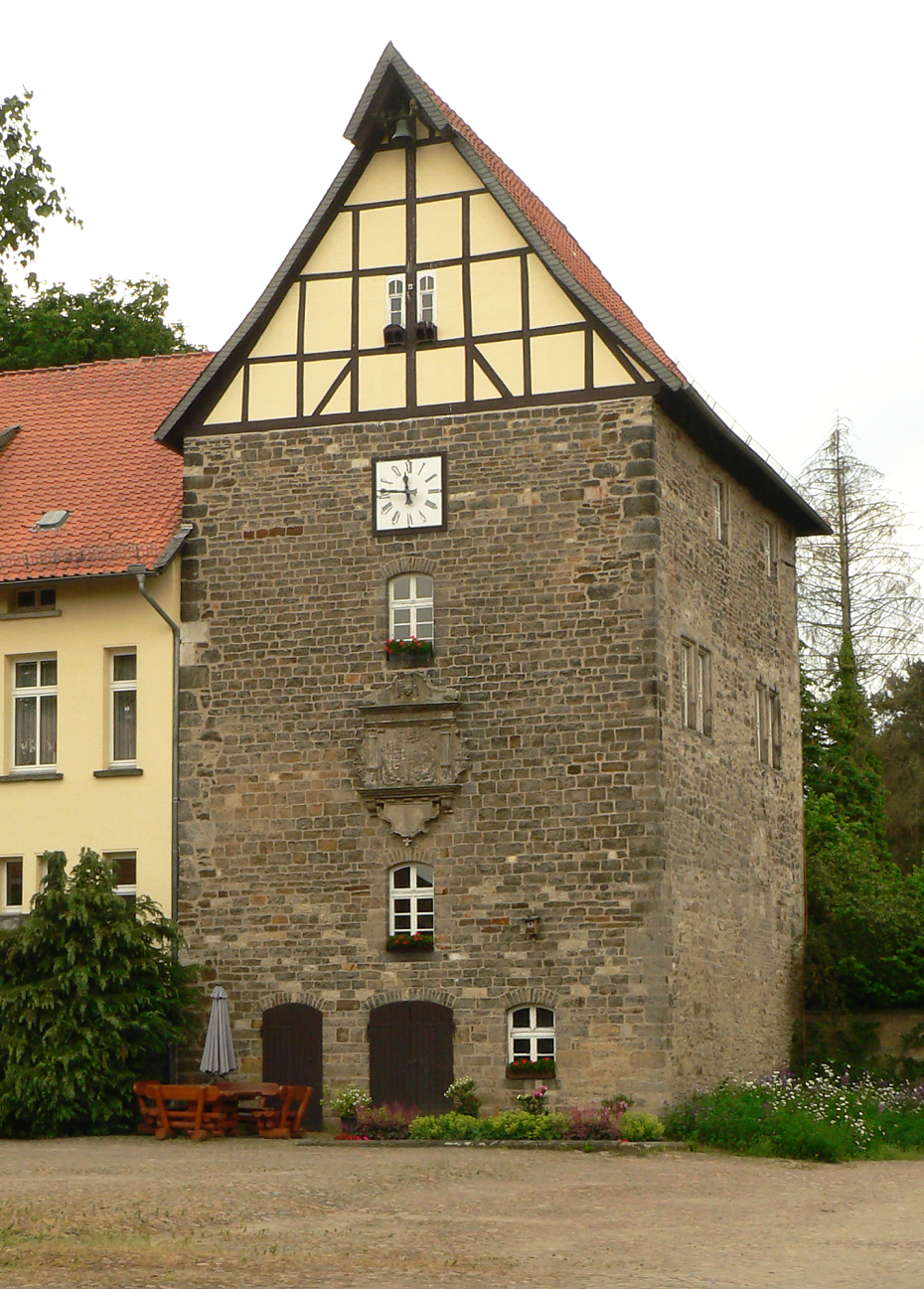
Renaissancebau
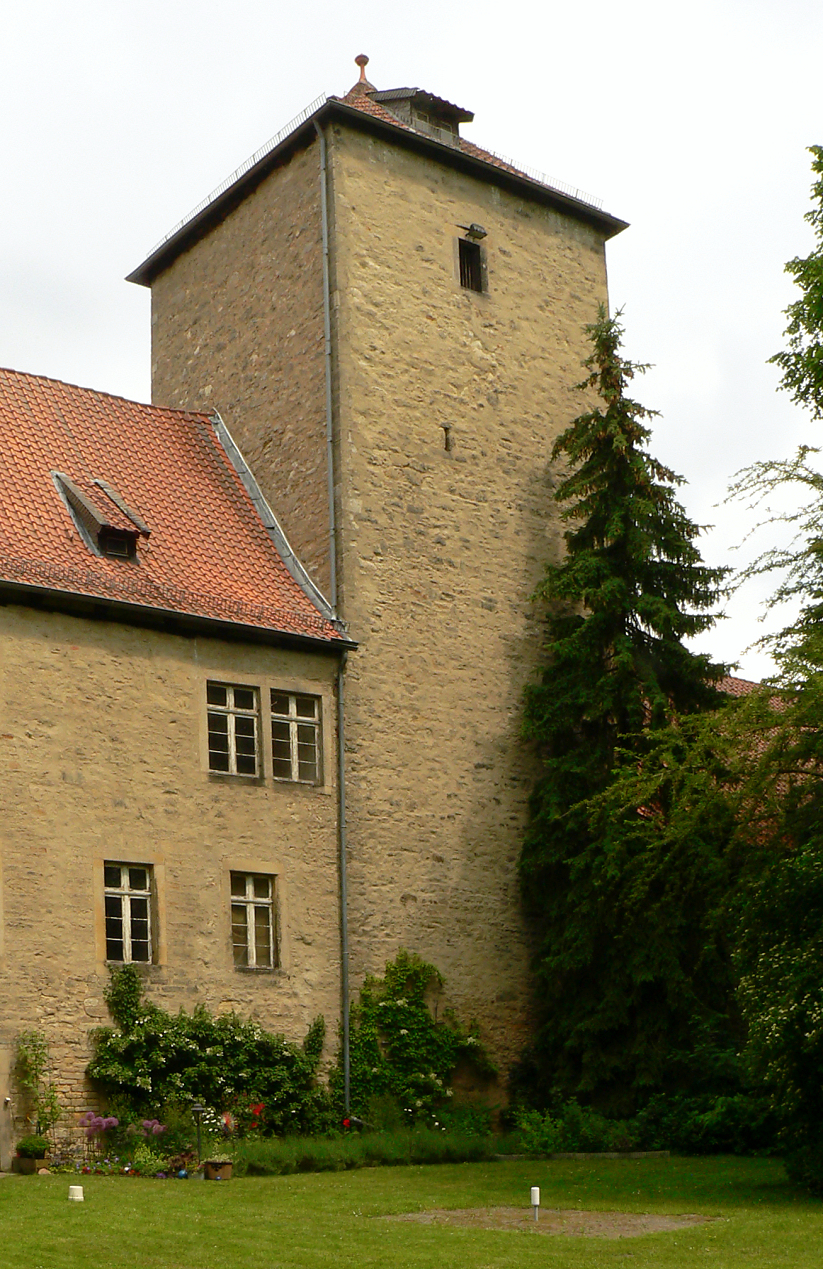
Außenseite des Bergfrieds mit Fenster und Schießscharte
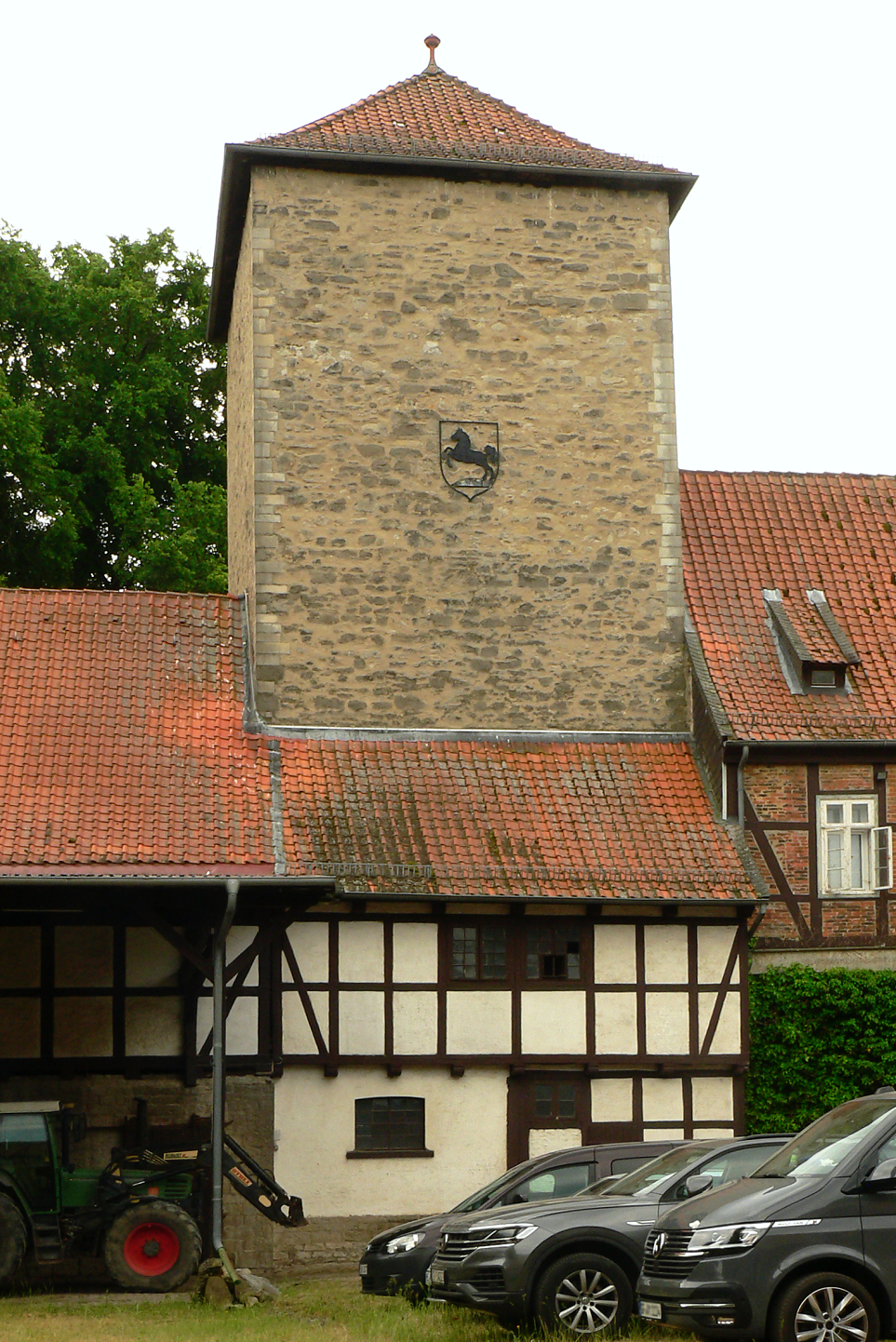
Hofseite des Bergfrieds mit dem Niedersachsenross